# Nebulossa
Nebulossa és un duo musical valencià. Format el 2018 per Maria Bas i Mark Dasousa, una parella procedent d'Ondara, el grup va guanyar el Benidorm Fest 2024 i, per consegüent, va representar Espanya al Festival de la Cançó d'Eurovisió 2024 amb la cançó «Zorra».

## Carrera
Els membres de Nebulossa es van conèixer en un ascensor en 2018 i van establir una relació amorosa. Tres anys més tard van llançar l'àlbum Poliédrica de Mí. Han treballat molts anys en el món de la música, sobretot en l'àmbit de la producció musical. Estan bastant vinculats a la música en valencià, ja que pel seu estudi han passat Zoo, La Fúmiga, Samantha i La Gossa Sorda, entre d'altres. Ells mateixos han fet concerts a València, Alacant, Castelló de la Plana, Barcelona, Madrid, Màlaga, Ponferrada i Lugo. El seu estil es mou entre l'electropop i el synthpop.
El nom del grup fa al·lusió a les nebuloses perquè en un viatge a Port Ainé van anar a un observatori astronòmic on les esmentaven constantment. La doble essa diferencial remet simbòlicament a la seua llengua, el valencià.
En 2022, com a trio juntament amb Ophelia Alibrando, van participar en Una voce per San Marino, el concurs de preselecció de San Marino per al Festival de la Cançó d'Eurovisió 2022, però no van arribar a la final. En 2023, en part inspirats per la candidatura de Rigoberta Bandini del 2022, van concursar en la tercera edició del Benidorm Fest. Van passar la primera semifinal amb 149 punts i van vèncer en la final amb 156 punts, just per davant de St. Pedro i Angy Fernández. Així doncs, en maig del 2024 van viatjar a Malmö per a representar Espanya al Festival de la Cançó d'Eurovisió 2024. En aquest sentit, succeïxen Blanca Paloma, que va guanyar el certamen espanyol amb «EaEa» en l'edició anterior. Finalment, van obtindre la 22a posició en la competició europea.

## Discografia

### Àlbums d'estudi
- Poliédrica de mí (2021)

### EP
- «Ufo» (2019)

### Senzills
- «La Colmena» (2020)
- «Océano de Palabras» (2020)
- «Armada Roja» (2020)
- «Alud de Inconformismo» (2020)
- «Anoche» (2020)
- «Glam» (2021)
- «1N84» (2022)
- «Conectados» (2022)
- «Histeria De Lo Nuestro» (2022)
- «Me Pones a Mil» (2023)
- «Cuando Te Veo» (2023)
- «Me Ha Dado Porno» (2023)
- «Zorra» (2023)